# Àngel del Romero i Walsh
Àngel del Romero i Walsh (Barcelona, Catalunya, 7 de maig de 1823 - Barcelona, 25 de novembre de 1899) fou un militar català pertanyent a l'exèrcit espanyol.
Ingressà en el Col·legi d'Enginyers Militars, del que en sortí amb el grau de tinent, i demostrà gran valor en els setges de Girona, i el castell de Sant Ferran de Figueres, Alacant i Cartagena el 1843 i 1844. Passà a Cuba, on prestà serveis rellevants.
El 1856 sufocà dues importants rebel·lions a Tarragona i Lleida, en les quals actuava com a governador militar; posteriorment ocupà aquest càrrec a Barcelona. Més tard s'ocupà de fortificar Girona, dirigí les obres del castell de la Mola, a Maó, i fortificà el port de Ceuta. El projecte per aquest últim treball fou tant notable que s'imprimí i després serví com a obra de consulta. El 1862 demanà el retir, quan era tinent coronel d'enginyers i coronel d'infanteria. Posseïa la comana d'Isabel la Catòlica i de Carles III i la creu llorejada de Sant Ferran.
El 1878 fou rebut en la Reial Acadèmia de Ciències i Arts de Barcelona, de la Junta de govern de la qual formà part, ja com a director de secció, secretari, sots president o president. Els treballs que llegí en aquesta corporació foren els següents: 
- Memoria sobre la historia é importancia de los estudios de la geometria moderna
- Investigaciones sobre sistemas polares
- Algo más sobre el fundamento del cálculo de Leibniz
- Datos para escribir una sinopsis matemàtica
- Consideraciones sobre el estado actual del servicio horario en las grandes ciudades: descripción de este servicio realizado por medio de la electricidad.

El 1892 passà a encarregar-se dels governs civils de Bataan i Batanga, a l'illa de Luzón, i posteriorment (1895) fou nomenat administrador d'hisenda de Manila, d'on retornà el 1898, l'any abans de morir.
Va escriure un fulletó titulat:
- La Casa de Monistrol y la Real Academia de Ciencias y Artes
- Memoria histórico-necrológica de don José Escrivá de Romaní y Dussay (Barcelona, 1895).

La Reial Acadèmia de Ciències i Arts, de Barcelona, li fou deutora de notables serveis, entre ells la iniciativa de la restauració de l'edifici, segons constava en una placa que s'esculpí amb aquest objecte. A en Romero i Walsh se li deu així mateix la idea de la construcció d'un observatori de primer ordre al cim del Tibidabo, que situés Barcelona al nivell d'altres grans capitals pel que fa a treballs astronòmics, i aconseguí la unificació de l'hora en tots els rellotges municipals de la ciutat partint de les observacions fetes a l'Observatori de l'Acadèmia.